# 藤井来夏
藤井来夏（1974年7月5日—）是一名日本女子花样游泳运动员。她曾参加了2000年悉尼奥林匹克运动会，并在比赛中获得女子花样游泳比赛团体银牌。